# 12727 Cavendish
12727 Cavendish este un asteroid din centura principală de asteroizi.

## Descriere
12727 Cavendish este un asteroid din centura principală de asteroizi. A fost descoperit pe 14 august 1991 la Observatorul La Silla de Eric Walter Elst. Asteroidul prezintă o orbită caracterizată de o semiaxă mare de 2,27 ua, o excentricitate de 0,09 și o înclinație de 5,9° în raport cu ecliptica.